# Ústřední archiv zeměměřictví a katastru

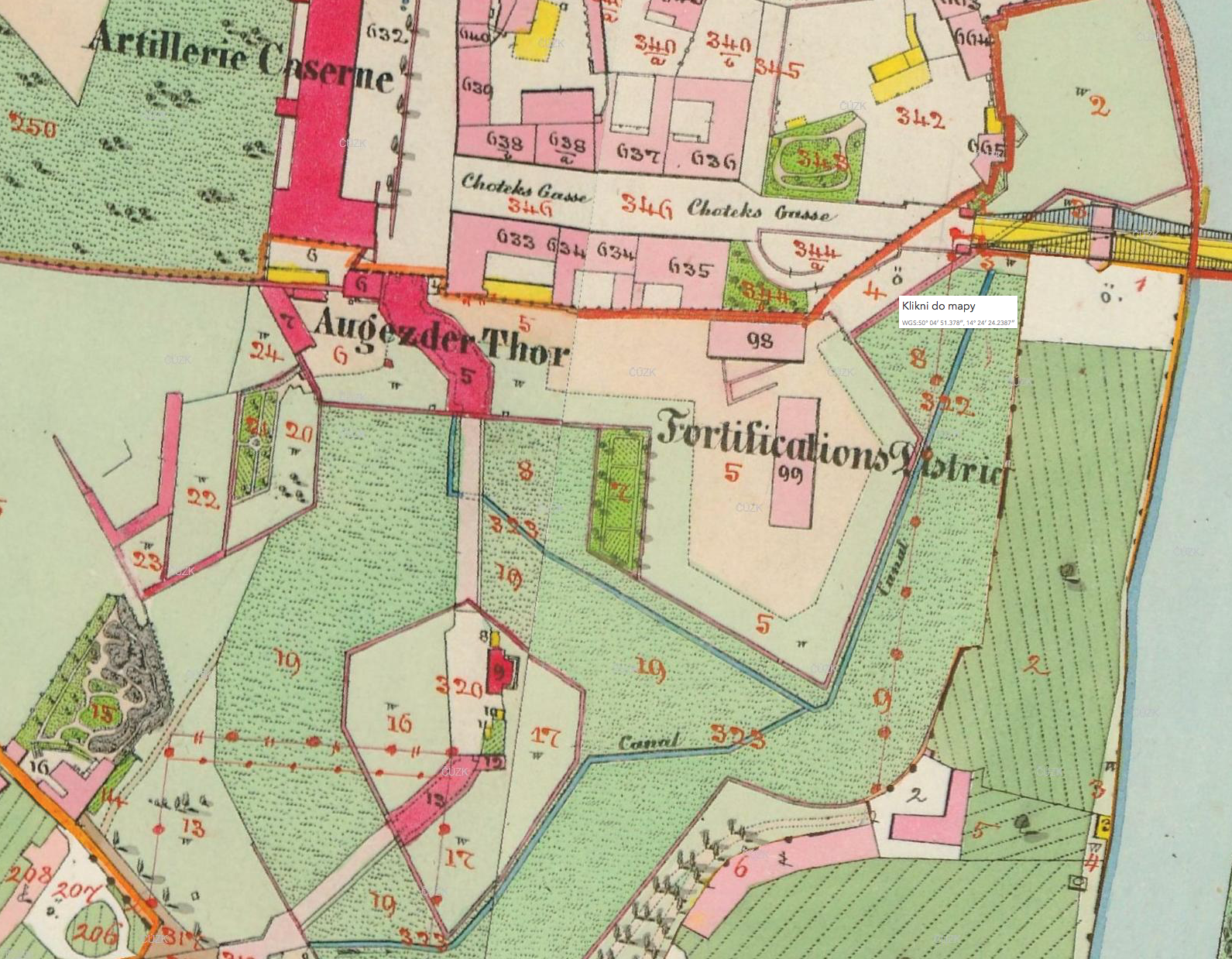
Výřez s Újezdskou branou z celoplošné vrstvy císařských povinných otisků, tedy zde ze spojených map pražské (1842, zpřesněné 1852; otisk 1856) a smíchovské (1840; otisk 1845) stabilního katastru, 1 : 2880.

Ústřední archiv zeměměřictví a katastru, zkratkou ÚAZK, případně se zkráceným označením i v podobě ÚA ZAK Praha a s kódem archivu 610000110, je specializovaný archiv vedený Zeměměřickým úřadem sídlící v Praze v Kobylisích. Archivem užívané anglické jméno má buď podobu doslovného překladu: Central Archive of Surveying and Cadastre, zkráceně CASC, někdy Central Archive of Land Surveying and Cadastre, nebo jindy zní poněkud rozšířeně: Central Archives of Surveying, Mapping and Cadastre, zkráceně CASMC, a v němčině se užívá doslovný překlad: Das Zentralarchiv für Landesvermessung und Kataster, zkratkou ZALK.
Existenci tohoto archivu definoval zákon o zeměměřických a katastrálních orgánech roku 1992 a jako specializovaný archiv je definován archivním zákonem. Původ tohoto archivu je úzce spojen s vytvářením a uchováváním stabilního katastru (a potřebou ukládat jeho mapy a písemný operát). Podle stavu v roce 2017 byl archiv začleněn jako samostatného oddělení Zeměměřické sekce Zeměměřického úřadu s vedoucím a deseti dalšími zaměstnanci. Od 1. ledna 2022 ze samostatného oddělení vznikl odbor, který má dvě oddělení, a to Oddělení historického archivu a badatelny a Oddělení digitálního archivu zeměměřictví a katastru, jež odborně zpracovává a ukládá digitální archiválie i pro Digitální mapu veřejné správy. Navýšen byl i počet zaměstnanců ÚAZK na jednoho ředitele odboru, dva vedoucí oddělení, šest archivářů, jednoho programátora, jednoho správce informačních a komunikačních technologií a dva operátory informačních a komunikačních technologií.
Archiv v roce 2017 spravoval 23 fondů a 7 sbírek a v jejich rámci 1177 běžných metrů (zkráceně bm) a 86 173 evidenčních jednotek. Archiv v roce 2021 spravoval stále 23 fondů a 7 sbírek, ovšem v nich po proběhlých vnitřních pořádacích změnách jen 1151 bm, ale zato již 194 350 evidenčních jednotek. Archiv v roce 2024 spravoval stále 30 archivních souborů a v nich již 1196,37 bm, z nichž bylo 587,73 bm, tedy 49 % archivně zpracováno. Archiv je především provenienčně příslušným k přejímání materiálů státního mapového díla České republiky, přičemž uchovává i materiály předchůdců (včetně rozsáhlého fondu stabilního katastru, vceňovacího, písemného i měřického operátu – jehož nemalou část uchovává i Národní archiv a jiné archivy – Ústřední archiv zeměměřictví a katastru uchovává také českou část třetího vojenského mapování). Vedle toho archiv vyvíjí příležitostně sbírkotvornou činnost na poli české nestátní a světové kartografie, podobně i historických kartografických pomůcek, tematických filmů a podobně.

## Historie

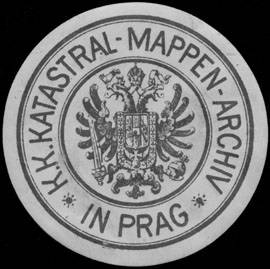
Zálepka c. k. archivu map katastrálních v Praze s císařským dvouhlavým orlem s malým znakem monarchie z doby před rokem 1915. Tento archiv s působností jen pro České království sídlil v Praze na Malé Straně v Karmelitské ulici čp. 529, tedy v bývalé části kláštera karmelitánů u kostela Panny Marie Vítězné.

Archivování mapových děl v ÚAZK navazuje na systém vytvořený v tak zvaném Rakouském císařství a budovaný v souvislosti se zpracováváním stabilního katastru. Již rok 1822 přináší založení jednotlivých zemských archivů map katastrálních. V roce 1832 byl ve Vídni zřízen Centrální archiv pozemkového katastru (Catastral- Central- Mappen= archiv), který uchovával tak zvané císařské povinné otisky stabilního katastru a dále vznikaly archivy map katastrálních (pro Čechy byl ustanoven samostatný archivář 1840). V roce 1919 vznikl při československém ministerstvu financí Ústřední archiv katastrálních map, který při archivní rozluce přejímal císařské povinné otisky z vídeňského centrálního archivu. Tento archiv byl v roce 1928 transformován na Ústřední archiv pozemkového katastru. Archiv přejímal nově tištěné mapy z Litografického (resp. Reprodukčního) ústavu zřízeného při ministerstvu.
V roce 1950 archiv přeměněn na Ústřední mapovou a listinnou dokumentaci a převeden do Státního zeměměřického a kartografického ústavu. Jako samostatná organisace zanikl roku 1954, kdy pozůstalost převzal Výzkumný ústav geodetický, topografický a kartografický). Jako depositář pro staré mapy byl adaptován roku 1967 zámek v Libočanech.
V roce 1971 byl zřízen Ústřední archiv geodézie a kartografie, který zřizoval Geodetický ústav a byl rozeznán jako archiv podle archivní vyhlášky (později zákona), tedy jako archiv zvláštního významu.
Archiv pod současným názvem vznikl podle zákona roku 1992, začal fungovat 1993. ÚAZK se z původního prostoru užívaného již od dvacátých let dvacátého století (budova ministerstva financí, vstup z pražského Dražického náměstí číslo 7, tedy malostranského čp. 63, a po uzavření vchodu pro archiv průchodem kolem pošty do Josefské ulice) se stěhoval roku 2000 do nové budovy Českého úřadu zeměměřického a katastrálního, nad hlavním vchodem označené jménem Zeměměřické a katastrální úřady.
V květnu až listopadu 2015 se musel přestěhovat také depositář, vzhledem k ukončení nájemního vztahu s vlastníkem libočanského zámku, tedy Benediktinským arciopatstvím svatého Vojtěcha a svaté Markéty v Břevnově, z Libočan do Pardubic.
V roce 2024 se započalo s úvahami vedoucími ku stavbě nového depositáře.

## Struktura fondů a sbírek

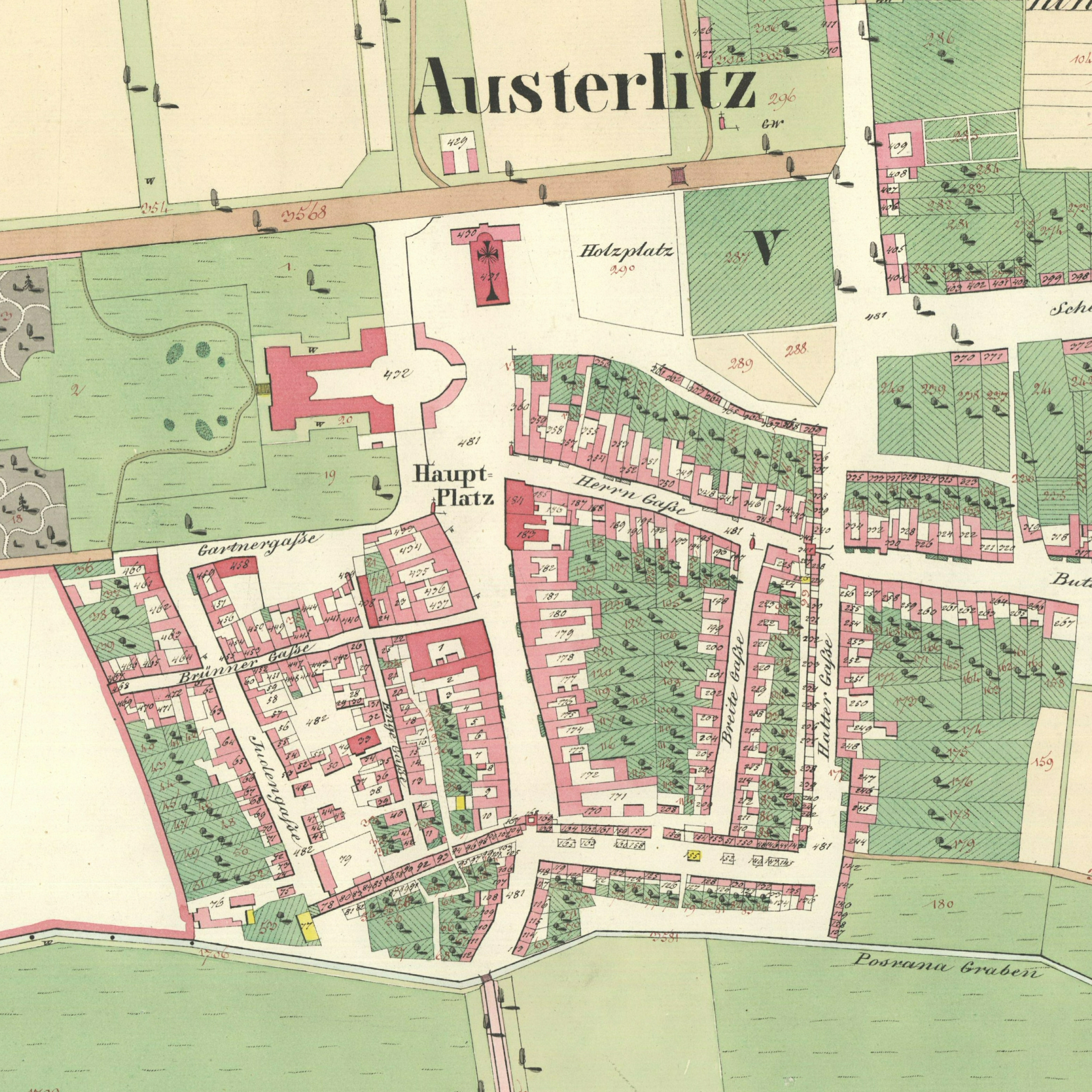
Slavkov u Brna (německy Austerlitz) na výřezu z pátého listu císařského povinného otisku, zhotoveného kamenotiskem roku 1834 mapy stabilního katastru z mapování z roku 1826 se signaturou B2/a/6MS a číslem 2778-1, uloženého v rámci měřického operátu.

- A Fondy geodetických základů (od 1774):
- A1 Zobrazovací soustava pražské hvězdárny (1806–1814);
- A2 Cassini–Soldnerova zobrazovací soustava (1821–1915);
- A3 Astronomicko-geodetické práce v Rakousku-Uhersku v letech 1871–1918 (1871–1918);
- A4 Jednotná trigonometrická síť katastrální (1920–2000);
- A5 Hraniční operát (1774–1999);
- A6 Česká státní nivelační síť (1918–2000);
- B Fondy katastrální (od 1785):
- B1 Josefský katastr (1785–1813);
- B2 Stabilní katastr, jeho obnova a údržba (1824–1964);
- B3 Pozemkový katastr (1928–1978);
- B4 Katastrální mapování Hlučínska (1844–1959);
- B5 Evidence nemovitostí (1954–1991);
- B6 Technickohospodářské mapování (1964–1991);
- C Fondy katastrálních a měřických předpisů a technických předpisů pro geodetické a kartografické práce (od 1785), tiskopisy a formuláře:
- Katastrální a měřické předpisy. Technické předpisy pro geodetické a kartografické práce. (1785–2019):
- C1 Fondy katastrálních a měřických předpisů a technických předpisů pro geodetické a kartografické práce (od 1785);
- C2 Tiskopisy a formuláře;
- D Fondy topografických a základních map (od 1831):
- D1 Rakousko-Uhersko. První, druhé a třetí vojenské mapování a mapová díla odvozená (1831–1955);
- D2 Německo. Topografické mapy. Deutsche Heereskarte. (1880–1945);
- D3 Polsko. Taktyczne mapy. (1923–1939);
- D4 Československo. Topografické mapy v Benešově zobrazení. (1929–1933);
- D5 Československo. Topografické mapy v Křovákově zobrazení. (1934–1939);
- D6 Československo. Státní mapová díla v systému S-JTSK. (1947–2008);
- D7 Československo. Topografické mapy v systému S-1952. (1951–2011);
- D8 Základní mapy ČSSR. Základní mapy ČR. (1970–2019);
- E Fondy ostatní:
- E1 Dálkový průzkum Země (1979–1992);
- I Sbírka map, plánů, atlasů a glóbů do roku 1850 (1550–2007):
- I/1 Bohemika (circa 1551–1850);
- I/2 Zahraniční území (circa 1501–1862);
- I/3 Plány měst (circa 1601–1850);
- I/4 Atlasy (circa 1601–1850);
- II Sbírka kartografických děl pro školy a veřejnost po roce 1850 (1851–2024):
- II/1 Bohemika;
- II/2 Zahraniční území;
- II/3 Plány měst;
- II/4 Atlasy;
- II/5 Glóby;
- II/6 Plastické mapy;
- III Sbírka tematických a účelových map pro hospodářskou, vědeckou a úřední potřebu (od 1850–2020):
- obsahuje 235 signatur kupříkladu:
- III/1 Plány budov (1851–1971);
- III/2 Půdorysy železničních staveb a zastávek c. k. Priv. české komerciální dráhy (1880–1882);
- III/3 Regulační, asanační a zastavovací plány (1900–1956);
- III/4 Geologické mapy různých oblastí (od 1901);
- III/5 Vodní díla v okolí Liberce (1902–1903);
- III/6 Mapy železničních tratí (1913–1983);
- III/7 Podzemní prostory v okolí náměstí v Táboře (1923–1945);
- III/234 Mapy správního rozdělení (krajů) ČSSR 1 : 200 000, ČSFR 1 : 200 000 a ČR 1 : 200 000 (1989–1991);
- III/235 Porostní mapa – lesní závod Hanušovice – polesí Branná, Františkov, Staré Město (nedatována);
- IV Sbírka geodetických a kartografických přístrojů a pomůcek, stabilizačních značek a znaků (1806–2004):
- IV/1 Geodetické a kartografické přístroje a pomůcky;
- IV/2 Stabilizační značky a znaky;
- V Sbírka fotografií, filmů a fonodokumentů (1910–2022):
- V/1 Fotografie (1910–2012);
- V/2 Filmy (1940–1999);
- V/3 Fonodokumenty (1961–1999);
- V/4 Diapozitivy (1957–1999);
- V/5 Negativy (1910–2012);
- V/6 Reprografické kopie;
- V/7 Multimediální záznamy (1999–1999);
- VI Sbírka listinných dokumentů z oboru geodézie a kartografie (1850–2006);
- VII Sbírka obrazových dokumentů z oboru geodézie a kartografie (1918–2025):
- obsahuje 233 signatur
- a mimo výše uvedenou strukturu fond Zeměměřický úřad a jeho předchůdci (1937–2024).[20][21][33][34]